# Kenrich Williams
Pour les articles homonymes, voir Williams.
Kenrich Lo Williams, né le 2 décembre 1994 à Waco dans le Texas, est un joueur américain de basket-ball. Il évolue aux postes d'ailier et ailier fort.

## Biographie
Bien qu'il se soit présenté à la draft 2018 de la NBA, il n'est pas sélectionné. Il joue la NBA Summer League 2018 sous le maillot des Nuggets de Denver avant de signer un contrat d'une saison avec les Pelicans de La Nouvelle-Orléans le 24 juillet 2018.

## Statistiques

### Professionnelles

#### Saison régulière
| Saison    | Équipe              | Matchs | Titul. | Min./m | % Tir | % 3pts | % LF | Rbds/m. | Pass/m. | Int/m. | Ctr/m. | Pts/m. |
| --------- | ------------------- | ------ | ------ | ------ | ----- | ------ | ---- | ------- | ------- | ------ | ------ | ------ |
| 2018-2019 | La Nouvelle-Orléans | 46     | 29     | 23,5   | 38,4  | 33,3   | 68,4 | 4,80    | 1,80    | 1,00   | 0,40   | 6,10   |
| 2019-2020 | La Nouvelle-Orléans | 39     | 18     | 21,3   | 34,7  | 25,8   | 34,6 | 4,80    | 1,50    | 0,70   | 0,50   | 3,50   |
| 2020-2021 | Oklahoma City       | 66     | 13     | 21,6   | 53,3  | 44,4   | 57,1 | 4,10    | 2,30    | 0,80   | 0,30   | 8,00   |
| 2021-2022 | Oklahoma City       | 41     | 0      | 21,9   | 46,1  | 33,9   | 54,5 | 4,50    | 2,20    | 0,90   | 0,20   | 7,40   |
| Carrière  | Carrière            | 200    | 60     | 22,0   | 45,3  | 34,6   | 54,0 | 4,50    | 2,00    | 0,90   | 0,30   | 6,50   |

## Records sur une rencontre en NBA
Les records personnels de Kenrich Williams en NBA sont les suivants, :
| Type de statistique        | Saison régulière | Saison régulière        | Saison régulière |
| Type de statistique        | Record           | Adversaire              | Date             |
| -------------------------- | ---------------- | ----------------------- | ---------------- |
| Points                     | 24               | @ Lakers de Los Angeles | 10 février 2021  |
| Paniers marqués            | 11               | @ Lakers de Los Angeles | 10 février 2021  |
| Paniers tentés             | 15               | @ Kings de Sacramento   | 11 mai 2021      |
| Paniers à 3 points réussis | 5                | 2 fois                  | 2 fois           |
| Paniers à 3 points tentés  | 9                | Nuggets de Denver       | 30 janvier 2019  |
| Lancers francs réussis     | 4                | @ Bulls de Chicago      | 12 février 2022  |
| Lancers francs tentés      | 7                | @ Bulls de Chicago      | 12 février 2022  |
| Rebonds offensifs          | 6                | 2 fois                  | 2 fois           |
| Rebonds défensifs          | 11               | @ Rockets de Houston    | 29 janvier 2019  |
| Rebonds totaux             | 16               | @ Rockets de Houston    | 29 janvier 2019  |
| Passes décisives           | 10               | Pacers de l’Indiana     | 18 janvier 2023  |
| Interceptions              | 5                | 2 fois                  | 2 fois           |
| Contres                    | 3                | Magic d'Orlando         | 15 décembre 2019 |
| Balles perdues             | 5                | 2 fois                  | 2 fois           |
| Minutes jouées             | 40               | @ Lakers de Los Angeles | 10 février 2021  |

- Double-double : 5
- Triple-double : 0

Dernière mise à jour : 13 avril 2025

## Palmarès
- Champion NBA en 2025 avec le Thunder d'Oklahoma City.